# La Roux (album)
Pour les articles homonymes, voir Roux.
La Roux est le premier album du duo britannique La Roux.

## Liste des titres
1. In for the Kill – 4:09
2. Tigerlily – 3:24
3. Quicksand – 3:05
4. Bulletproof – 3:28
5. Colourless Colour – 3:28
6. I'm Not Your Toy – 3:18
7. Cover My Eyes – 4:32
8. As If By Magic – 3:51
9. Fascination – 3:41
10. Reflections Are Protection – 4:19
11. Armour Love – 3:53

Bonus Tracks
1. Growing Pains (UK & FR bonus track)[1]
2. Saviour (iTunes pre-order bonus track) – 4:21

## Singles
- Quicksand"
- In for the Kill
- Bulletproof"
- I'm Not Your Toy

## Classements
| Pays              | Meilleure Position |
| ----------------- | ------------------ |
| Australie         | 22                 |
| Autriche          | 34                 |
| France            | 115                |
| Belgique Wallonie | 95                 |
| Belgique Flandres | 34                 |
| Pays-Bas          | 55                 |
| Canada            | 8                  |
| Irlande           | 9                  |
| Allemagne         | 67                 |
| Nouvelle-Zélande  | 26                 |
| Royaume-Uni       | 2                  |
| Norvège           | 36                 |
| Suisse            | 54                 |